# カタプレキシー
カタプレキシーもしくはカタプレクシー（cataplexy）とは、喜怒哀楽、恐れや羞恥といった過度の情動刺激（感情の高ぶり）により発生する発作症状。日本語名で情動脱力発作。ナルコレプシー（居眠り病）の患者が副症状としてカタプレキシーを併発するケースが多い。

## 症状
激しい情動を契機にレム睡眠の時と同様の「筋トーヌス（筋肉の緊張）消失」が起こる。なかでも喜びや幸福感、愛情といった「陽性の情動」によって引き起こされやすい。症状の程度はわずかに脱力感を覚えるほどの軽微なものから、崩れ落ちるように転倒してしまうといった重度な症状まで様々だが、長くても数分以内に収まる場合がほとんどである。ただし発作を抑えようと緊張することで断続的に発作が起こり、20～30分もの間身動きが取れない状況（重積状態）に陥るケースもある。発作の最中でも聴覚や意識等ははっきりしており、患者は周囲で何が起こったかを明晰に覚えている。

## 原因
現時点での明確な原因は不明であるが、ナルコレプシーによるカタプレキシーの併発患者は脳内の神経ペプチドの一つであるオレキシンが減少していることが判明している。